# Alopia livida straminicollis
Alopia livida straminicollis is een slakkenondersoort uit de familie van de Clausiliidae. De wetenschappelijke naam van de ondersoort werd voor het eerst geldig gepubliceerd in 1852 door Charpentier.